# Nadine Böhi
Nadine Böhi (Flawil, 21 november 2003) is een Zwitsers voetbalspeelster. Ze speelt als doelverdediger voor 1. FC Union Berlin in de Bundesliga.

## Clubcarrière
Böhi kwam in haar jeugdjaren uit voor FC Niederwil alvorens ze in augustus 2016 overstapte naar een jeugdelftal van FC St. Gallen. Aldaar kwam ze uit voor het -17 en -19 team van de club. In het seizoen 2020/21 werd ze overgeheveld naar het eerste elftal van FC St. Gallen. Op 14 november 2020 maakte ze haar debuut in de Zwitserse Super League. Dat seizoen kwam ze uiteindelijk tot vier competitiewedstrijden. In het seizoen 2022/23 had Böhi vanwege blessureleed bij teamgenote Fabienne Örtle een basisplaats. Ze keepte ook in de finale van de Zwitserse beker tegen FC Servette. In de kampioenswedstrijden tegen Servette FC en Grasshoppers stopte ze een penalty. In het seizoen 2024/25 wist Böhi 576 minutenlang de nul te behouden.
In juni 2025 tekende Böhi een contract bij het naar de Bundesliga gepromoveerde 1. FC Union Berlin.

## Statistieken
| Seizoen | Club          | Land        | Competitie   | Wedstrijden | Doelpunten |
| ------- | ------------- | ----------- | ------------ | ----------- | ---------- |
| 2021/22 | FC St. Gallen | Zwitserland | Super League | 3           | 0          |
| 2022/23 | FC St. Gallen | Zwitserland | Super League | 19          | 0          |
| 2023/24 | FC St. Gallen | Zwitserland | Super League | 17          | 0          |
| 2024/25 | FC St. Gallen | Zwitserland | Super League | 22          | 0          |
| Totaal  | Totaal        | Totaal      | Totaal       | 61          | 0          |

Laatste update: 29 juni 2025

## Interlandcarrière
Böhi werd in maart 2024 voor het eerst opgeroepen voor het Zwitserse nationale team. Iedere interlandperiode van juni 2024 tot april 2025 werd ze opgeroepen.
Zonder haar debuut te hebben gemaakt, werd Böhi opgenomen in de definitieve selectie van Zwitserland voor op het EK 2025 in eigen land.